# Jihane Samlal
Jihane Samlal (sinh ngày 25 tháng 11 năm 1983 tại Dole, Jura, Pháp) là một tay chèo cano slalom người Maroc. Tại Thế vận hội Mùa hè 2012, cô đã thi đấu trong nội dung K-1 , hoàn thành thứ 21 trong lượt thi, không đủ điều kiện vào vòng bán kết.